# 大川美佐緒
大川美佐緒（日语：／ Ōkawa Misao，1898年3月5日—2015年4月1日），又譯大川貞緒，日本超級人瑞，曾為人类史上第5位117岁者。2013年6月12日木村次郎右衛門去世後，她成為全世界最长寿在世人物。她去世後，格特魯德·韋弗成為下一位紀錄保持人。

## 生平
1898年3月5日（周恩来亦是当日出生），大川美佐緒出生於大阪府北區天滿，為和服店的四女。1919年與大川幸男（おおかわ ゆきお，1931年6月20日逝世）結婚。一生中沒有重大疾病，只有在102歲時，在盂蘭盆節摔斷了腿。直到110歲，她還能在沒有輪椅的情況下走路。
長壽的秘訣是吃美食、慢活、多睡覺。她喜歡鯖魚壽司和刺身。

## 長壽紀錄
- 2011年3月29日，大阪府最長壽人物死去後，大川成為認定大阪府最年長者[3]。
- 2012年10月17日，小野初江辭世後，她成為最後一個生於1898年的日本人。
- 2013年1月12日，大久保琴以115岁19天辭世後，她成為世界最长寿在世女性人物，在世人物僅次於男性木村次郎右衛門。
- 2013年6月12日，人类史上最长寿男性木村次郎右衛門辭世後，她成為世界在世最年長者[4]。
- 2013年6月17日，長崎光江以113岁272天辭世後，她成為最後一個生於1890年代的日本人。
- 2014年3月5日，大川成為人类史上第10位獲認證達到116歲的人，也是日本第3位跟日本女性的第二位。
- 2014年4月29日，超過前任最年長者木村次郎右衛門116歲54日成為史上無爭議第9位最年長者。以及日本史上第2位最年長者，僅次於豬飼種（1879年生，1995年以116歲175日逝世）。
- 2014年6月14日，超過美國的貝斯·庫珀紀錄，以116歳101日成為世界史上第8名最長壽者。
- 2014年7月2日，超過美國的伊莉莎白·博登（1890年－2006年）紀錄，以116歲119日成為世界史上第7名，以及1890年代出生的人物中最年長者。
- 2014年8月28日，超過豬飼種的紀錄，以116歲176日成為世界史上第6名，以及日本和亞洲史上最年長者。
- 2015年2月16日，超過厄瓜多爾的玛丽亚·埃丝特·德·卡波维利亚 （1889年－2006年）紀錄，以116歲348日成為世界史上第5最長壽者和跨越3世纪最年長者。
- 2015年3月5日，大川美佐緒成為史上第5位無爭議活到117歲的人，也是日本的第一位。
- 2015年4月1日，大川美佐緒逝世，终年117岁27天[1]，由美國超級人瑞格特魯德·韋弗接替為在世的最年長者，但是不久後，她也跟著逝世[1]。在她過世時，大川美佐緒是世界史上第5名的最年長者，僅次於讓娜·卡爾芒和莎拉·勞絲和瑪麗-路易絲·梅耶爾和德爾菲亞·威爾福德。
- 2017年9月1日，田島鍋以117歲28天超越大川美佐緒之紀錄，成為日本新任有史以來最長壽者。